# Lucio Battisti Vol. 2
Lucio Battisti Vol. 2 è una raccolta del cantante italiano Lucio Battisti, pubblicata nel luglio 1970 dalla casa discografica Dischi Ricordi. Venne pubblicata all'epoca solo nel formato musicassette e solo nel 2018 fu ristampato nei formati LP e CD.

## Descrizione
Pubblicata solo nei formati cassetta e Stereo 8 - quest'ultimo a distanza di un anno dalla messa in commercio -, la raccolta racchiude tre canzoni già incluse nell'album precedente (Prigioniero del mondo; Un'avventura e Nel sole, nel vento, nel sorriso e nel pianto) ed altri nove singoli che, per la prima volta, appaiono in versione stereofonica.
Per molti anni, a causa della sua scarsa diffusione, si è ignorata l'esistenza di questa antologia, fino alla riscoperta da parte di Michele Neri: la Ricordi aveva evidentemente preparato i master dei due lati (essendo le canzoni tutte nella nuova versione stereofonica), e non è escluso che esista qualche copia in vinile.
La copertina utilizza lo stesso scatto del 45 giri Fiori rosa fiori di pesco/Il tempo di morire, pubblicato poche settimane prima, ma con un campo più ampio.
Da notare che per le canzoni Dolce di giorno, Luisa Rossi ed Era a Battisti viene affiancato, come autore delle musiche, il maestro Renato Angiolini.

## Tracce
Lato A
Testi e musiche di Mogol-Battisti, eccetto dove indicato.
1. Fiori rosa, fiori di pesco – 3:16
2. 7 e 40 – 3:32
3. Acqua azzurra, acqua chiara – 3:36
4. Prigioniero del mondo – 3:26 (Mogol, Carlo Donida)
5. Dolce di giorno – 2:38 (Mogol, Lucio Battisti, Renato Angiolini)
6. Mi ritorni in mente – 3:41

Lato B
Testi e musiche di Mogol-Battisti, eccetto dove indicato.
1. Il tempo di morire – 5:40
2. Un'avventura – 3:10
3. Dieci ragazze – 2:54
4. Nel sole, nel vento, nel sorriso e nel pianto – 2:45
5. Luisa Rossi – 2:44 (Mogol, Lucio Battisti, Renato Angiolini)
6. Era – 2:56 (Mogol, Lucio Battisti, Renato Angiolini)

## Formazione
- Lucio Battisti: voce, chitarra
- Damiano Dattoli: basso
- Flavio Premoli: tastiera, pianoforte
- Alberto Radius: chitarra
- Dario Baldan Bembo: tastiera, pianoforte
- Angel Salvador: basso
- Demetrio Stratos: tastiera, pianoforte
- Franco Mussida: chitarra
- Gabriele Lorenzi: tastiera, pianoforte
- Giorgio Piazza: basso
- Mario Totaro: tastiera, pianoforte
- Franz Di Cioccio: batteria
- Renato Angiolini: tastiera, pianoforte
- Andrea Sacchi: chitarra
- Giovanni Tommaso: basso
- Leonello Bionda: batteria
- Frank Laugelli: basso
- Gianni Dall'Aglio: batteria
- Sergio Panno: batteria
- Pietruccio Montalbetti: armonica a bocca
- I 4 + 4 di Nora Orlandi: cori